# Scopinella sphaerophila
Scopinella sphaerophila är en svampart som först beskrevs av Peck, och fick sitt nu gällande namn av Malloch 1976. Scopinella sphaerophila ingår i släktet Scopinella, ordningen Sordariales, klassen Sordariomycetes, divisionen sporsäcksvampar och riket svampar.   Inga underarter finns listade i Catalogue of Life.